# 叶迪生
叶迪生（1937年—），祖籍广东梅县，生于南非好望角，中华人民共和国半导体学家、政治人物，曾任全国工商联副主席，天津经济技术开发区管委会副主任。